# Bergsmygtimalia
Bergsmygtimalia (Gypsophila crassa) är en fågel i familjen marktimalior inom ordningen tättingar.

## Utseende
Bergsmygtimalian är en rätt liten (14 cm) och kompakt timalia. Den är svartaktig från hjässan till nedre delen av ryggen, med ljusbeige spolstreck och ockrafärgad innerfan. På övergumpen syns mörkbruna duniga och förlängda fjädrar som kan resas. I ansiktet har den gråvitt på tygel och ögonbrynsstreck, med en brun fläck framför ögat. Ett gråbeige område syns kring mustaschstrecket och intill en svagt, smalt men mörkt strupsidestreck. Den är vidare vitaktig på haka och övre delen av bröstet, medan resten av undersidan övergår från ljusgrått på bröstet till mörkbrunt på undergumpen.

## Utbredning och systematik
Fågeln förekommer i höga berg på norra Borneo (nordöstra Sarawak och norra Sabah). Den behandlas som monotypisk, det vill säga att den inte delas in i några underarter.

### Släktestillhörighet
Arten placeras traditionellt i släktet Napothera, men genetiska studier visar att den tillsammans med kortstjärtad smygtimalia och variabel karsttimalia står nära tre arter i Malacocincla. Flera taxonomiska auktoriteter har flyttat båda grupperna till släktet Turdinus som antogs vara närbesläktat även om inga av dess arter testats genetiskt. Senare studier har dock visat att de endast är avlägset släkt, varvid bergsmygtimalian med släktingar förts till Gypsophila.

## Levnadssätt
Arten hittas i städsegrön lövskog, där den föredrar mörk skog med branta sluttningar och klippiga raviner på mellan 900 och 2900 meters höjd. Födan består av insekter och små sniglar. Fågeln ses vanligen i par eller smågrupper om upp till fem fåglar, ibland upp till tio. Den håller sig i tät under vegetation, ofta en bit ovan mark. 

### Häckning
Bergsmygtimalian häckar mellan februari och augusti i Sabah. Det skålformade boet av gräs placeras på en mosstäckt slänt. Däri lägger den två ägg. 

## Status
Arten har ett begränsat utbredningsområde och tros minska i antal, men anses inte vara hotad. IUCN kategoriserar arten som livskraftig.